# عمه بصري ترابطي

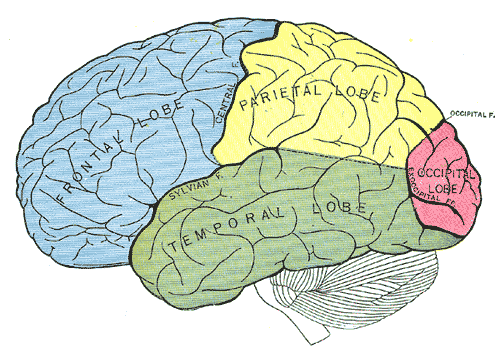
الشقوق الرئيسية وفصوص المخ تظهر بشكل جانبي.

العمه البصري الترابطي هو أحد أشكال العمه الإبصاري. ينطوي العمه البصري الترابطي على حدوث اضطراب في تمييز المعنى الدقيق للمنبه المدرك أو تعيينه دون وجود ارتباط واضح مع حالة عجز معمم في الذكاء، أو الذاكرة، أو اللغة أو الانتباه. من غير الشائع تطور هذا الاضطراب في شكله «الصرف» أو البسيط، إذ يترافق عادة مع بعض المشاكل العصبية النفسية المعقدة الأخرى نظرًا إلى طبيعة أسباب المرض الكامنة خلفه. يستطيع الأفراد المصابون تمييز الشيء على نحو دقيق، إذ يتضح ذلك من قدرتهم على رسم صورة هذا الشيء أو تصنيفه بدقة، لكنهم يفتقرون القدرة على تحديد ماهية الشيء، أو سماته أو وظائفه.

## الأسباب
يمكن عزو العمه البصري الترابطي بشكل عام إلى احتشاء الفص الصدغي الأيسر الأمامي (عند التلفيف الصدغي السفلي الأيسر)، الذي ينجم عن السكتة الإقفارية، أو إصابة الرأس، أو توقف القلب، أو أورام الدماغ، أو النزف الدماغي أو زوال الميالين. تلعب العوامل الممرضة والسموم البيئية أيضًا دورًا في تطور الاضطراب، مثل التسمم بأحادي أكسيد الكربون أو التهاب الدماغ الحلئي بالإضافة إلى توثيق عدد من الحالات التطورية قليلة الحدوث. تتميز غالبية الحالات بوجود إصابة في الفصين الصدغي والقفوي مع تمركز موقع الإصابة الحرجة في المنطقة الصدغية القفوية اليسرى، وغالبًا ما يشمل ذلك شريط الجسم الثفني. ترجع أنماط العجز الملاحظة بشكل أساسي إلى الأسباب المرضية الكامنة خلق الاضطراب المعرفي، إلى جانب مناطق الدماغ المصابة بالآفات ودرجة الشفاء. ترتبط حالات العجز الإدراكي المعمم، مثل حالات العجز المتعلقة بالأشياء المتحركة، بالتلف المنتشر الناتج عن نقص التأكسج، مثل التسمم بأحادي أكسيد الكربون؛ ترتبط حالات العجز الانتقائي مع التلف المعزول الناتج عن السكتة الدماغية البؤرية.
يرتبط التلف اللاحق بنصف الكرة المخية بوضوح مع الشكل الترابطي للعمه البصري. أشار غولدبرغ إلى حدوث الشكل البصري الترابطي للعمه نتيجة تلف التيار البطني في الدماغ، التيار الصدغي القفوي، الذي يلعب دورًا جوهريًا في إدراك الأشياء في منطقة الدماغ المعروفة باسم منطقة «ماذا»، التي تقابل منطقة «أين» للتيار الظهري.

## العلاج
قد يفشل الأفراد المصابون في ملاحظة مشاكلهم البصرية وقد تقتصر شكواهم على سلوكهم «الأخرق» أو «اختلاط الأمور» عليهم أثناء أدائهم لمهام اعتيادية مثل تجهيز الطاولة أو مهام «دي آي واي» البسيطة. يُعتبر عمه العاهة، الذي يمثل حالة افتقار الوعي بوجود العجز، حالة شائعة بين مرضى العمه البصري الترابطي ما قد يدفعهم إلى مقاومة العلاج. في بعض حالات العمه، مثل عمه التعرف على الوجوه، يستطيع المرضى غالبًا إدراك عجزهم؛ مع ذلك، قد يحيل الشعور بالعار والخجل المحيط بالأعراض دون اعتراف هؤلاء المرضى بعجزهم. نظرًا إلى تطور العمه نتيجة الآفات الدماغية، لا يوجد علاج مباشر لحالة العمه، إذ يهدف التدخل العلاجي إلى توظيف استراتيجيات التأقلم لدى المرضى وأولئك المحيطين بهم. قد يطور مرضى العمه درجة من التعويض الحسي بعد إصابتهم بعجز في أحد الأنماط الحسية.
تشمل المبادئ العلاجية العامة:
- الاستعادة
- التدريب المتكرر للقدرات المصابة بالعجز
- تطوير الاستراتيجيات التعويضية باستخدام الوظائف المعرفية السليمة.

تُستخدم المعالجة الجزئية بشكل أكثر شيوعًا في حالات الآفات الرضية / الوعائية، التي تظهر درجة أكبر من التلف البؤري، مقارنة بحالات العجز الناجم عن تلف الدماغ بسبب نقص الأكسجين، الذي يؤدي إلى تلف منتشر واضطرابات معرفية متعددة. مع ذلك، قد يفقد بعض الأفراد المصابين القدرة على تلبية متطلبات مهنتهم أو أداء المهام الاعتيادية، مثل تناول الطعام والتنقل، حتى مع استخدام الوسائل التعويضية. من المرجح ازدياد اعتماد المصابين بالعمه على الآخرين بالإضافة إلى مواجهتهم لتغييرات كبيرة في نمط حياتهم، ما قد ينتهي بالاكتئاب أو الاضطرابات التكيفية.